# Elaeagnus oldhamii
Elaeagnus oldhamii — вид квіткових рослин з родини маслинкових (Elaeagnaceae). Поширення: південно-східний Китай, Тайвань.

## Середовище
Населяє відкриті ділянки; на висотах нижче 500 метрів.

## Біоморфологічна характеристика
Це вічнозелений кущ або невелике дерево. Молоді гілки та бруньки густо сріблясто-лускаті. Ніжка листка 3–5 мм; листова пластинка оберненояйцеподібна, 3–6 × 1.3–2.5 см, луски листової пластинки здебільшого сріблясті, бічних жилок 4–6 з кожного боку середньої жилки, основа клиноподібна, верхівка тупа, округла або виїмчаста. Суцвіття зонтикоподібно-китицеподібне, з 1–3 квітками, в пазухах довгих пагонів та приквітколистків на коротких пагонах. Квітки білі. Квітконіжка 3–4 мм. Чашечка трубчаста, чашоподібна, ≈ 2 мм; частки 2.5–3.5 мм. Кістянка червона, куляста або майже куляста, 7–9 мм. Насіння 7–8 мм. Цвітіння: листопад і грудень; плодіння: лютий і березень.